# Heliotropium biblianum
Heliotropium biblianum är en strävbladig växtart som beskrevs av Lyndley Alan Craven. Heliotropium biblianum ingår i Heliotropsläktet som ingår i familjen strävbladiga växter. Inga underarter finns listade i Catalogue of Life.